# Klaus Willimczik
Klaus Willimczik (* 23. April 1940 in Königsberg (Ostpreußen)) ist ein deutscher Sportwissenschaftler und ehemaliger Leichtathlet. Als Sportwissenschaftler hat er sich vor allem um die wissenschaftstheoretische Begründung der Sportwissenschaft verdient gemacht.

## Leben
Willimczik wurde 1961 (für den TSV Bayer 04 Leverkusen) und 1963 (für den USC Mainz) Deutscher Meister über 110 Meter Hürden. Trainer waren Erich Rackow in der Jugend in Rendsburg, später Bert Sumser und Berno Wischmann. Er wurde Sportwissenschaftler in der Gründungszeit der Sportwissenschaft Anfang der 1970er Jahre. Promotion in Philosophie an der Philosophischen Fakultät der Johannes-Gutenberg-Universität Mainz mit einem geschichtsphilosophischen Thema. Er habilitierte sich 1971 an der Universität Frankfurt mit einer biomechanischen Arbeit zum 110-Meter-Hürdenlauf und wurde im selben Jahr Professor für Sportwissenschaft an der TU Darmstadt. Von 1971 bis 1973 war er zudem Direktor des Instituts für Leibesübungen der TH Darmstadt. Von 1980 bis 2005 forschte und lehrte er an der Universität Bielefeld. Seit 2005 ist er emeritiert. Von 2007 bis 2015 lehrte er als Gastprofessor an der TU Darmstadt.

## Wirken
Willimcziks zentrales Anliegen war es, einerseits eine enge Verbindung zwischen (Sport-)Praxis und -Theorie und andererseits zwischen erfahrungswissenschaftlicher und wissenschaftstheoretischer Arbeit herzustellen. So verfasste der promovierte Philosoph (Geschichtsphilosophie) zum einen eine fünfbändige wissenschaftstheoretische Begründung für eine interdisziplinäre Sportwissenschaft, die die als universitäres Fach Anfang der 1970er Jahre (zunächst nur) bildungs- und sportpolitisch gewollt war. Andererseits führte er zahlreiche empirische bewegungstheoretische und sportpsychologische Forschungsprojekte durch. Seine Praxiserfahrung bezog er aus dem Leistungssport und Bundestrainer des DLV. Als Präsident der Deutschen Vereinigung für Sportwissenschaft (dvs) (1979 bis 1985) und als Präsident des Ausschusses Deutscher Leibeserzieher (1981 bis 1983) bemühte er sich erfolgreich, das Paradigma einer interdisziplinären Sportwissenschaft institutionell zu fundieren und zu festigen. Unter seiner Federführung erarbeitete und verabschiedete die dvs 2002–2003 ihre „Berufsethischen Grundsätze“. Von 1986 bis 1988 war er in seiner Funktion als Vorsitzender des Bundesausschusses für Bildung, Wissenschaft und Gesundheit auch Präsidiumsmitglied des Deutschen Sportbundes (DSB).

## Auszeichnung
1999 wurde Willimczik die Ehrendoktorwürde durch die Fakultät für Sportwissenschaft der Johannes-Gutenberg-Universität Mainz verliehen.
2005 erhielt er die Goldene Ehrennadel der dvs und 2013 wurde er zum Ehrenmitglied der dvs ernannt.

## Bibliographie (Monographien, Auswahl)
- 1968: Wissenschaftstheoretische Aspekte einer Sportwissenschaft, Frankfurt/M.: Limpert.
- 1975: Forschungsmethoden in der Sportwissenschaft – Grundkurs Statistik, Hamburg: Limpert
- 1983: Bewegungslehre (zusammen mit Klaus Roth), Reinbek: Rowohlt, ISBN 3-499-17048-5.
- 1989: Biomechanik der Sportarten (Hrsg.), Reinbek: Rowohlt, ISBN 3-499-18601-2.
- 1999: Statistik im Sport: Grundlagen – Verfahren – Anwendungen, Hamburg: Feldhaus.
- 2001: Sportwissenschaft interdisziplinär: Geschichte, Struktur und Gegenstand der Sportwissenschaft, Hamburg: Feldhaus, ISBN 3-88020-388-1.
- 2002: Sozialwissenschaftliche Forschungsmethoden in der Sportwissenschaft (Hrsg., zusammen mit Roland Singer), Hamburg: Feldhaus, ISBN 3-88020-414-4.
- 2003: Sportwissenschaft interdisziplinär, Band 2: Forschungsprogramme und Theoriebildung in der Sportwissenschaft, Hamburg: Czwalina, ISBN 3-88020-389-X.
- 2010: Sportwissenschaft interdisziplinär, Band 3: Forschungsmethodik und Verantwortung in der Sportwissenschaft, Hamburg: Czwalina, ISBN 978-3-88020-390-7.
- 2011: Sportwissenschaft interdisziplinär, Band 4: Die sportwissenschaftlichen Teildisziplinen in ihrer Stellung zur Sportwissenschaft, Hamburg: Feldhaus, ISBN 978-3-88020-391-4.
- 2025: Sportwissenschaft interdisziplinär, Band 5: „Spätlese“, Hamburg: Feldhaus.